# Championnat d'Uruguay de football 1913
Navigation
Édition précédente Édition suivante
| \| Montevideo: · Central · Peñarol · Nacional · Wanderers · River Plate · Bristol · Reformers Universal Montevideo \| Localisation des clubs engagés dans le championnat. |
| Montevideo: · Central · Peñarol · Nacional · Wanderers · River Plate · Bristol · Reformers Universal Montevideo                                                           |

La 13e édition du championnat d'Uruguay de football est remportée par le River Plate Football Club. C’est le troisième titre de champion du club. River Plate l’emporte avec 2 points d’avance sur le Club Nacional de Football. Club Atlético Peñarol complète le podium. 
Un nouveau club, le Reformers Football Club accède à l’élite uruguayenne et remplace le Dublin Football Club.
Le Central Uruguay Railway Cricket Club change de nom pour prendre celui du quartier de Montevideo dont il est issu : le Club Atlético Peñarol.

## Les clubs de l'édition 1913
| Club                             | Stade         | Capacité | Ville            |
| -------------------------------- | ------------- | -------- | ---------------- |
| Bristol Football Club            | -             | -        | Montevideo       |
| Central Español Fútbol Club      | -             | -        | Montevideo       |
| Universal Football Club          | -             | -        | San José de Mayo |
| Montevideo Wanderers Fútbol Club | -             | -        | Montevideo       |
| Club Nacional de Football        | -             | -        | Montevideo       |
| Club Atlético Peñarol            | Villa Peñarol | -        | Montevideo       |
| Reformers Football Club          | -             | -        | Montevideo       |
| River Plate Football Club        | -             | -        | Montevideo       |

## Compétition

### Classement
Le classement est établi sur le barème de points suivant : victoire à 2 points, match nul à 1, défaite à 0.
| Rang | Équipe                      | Pts | J  | G | N | P | Bp | Bc | Diff |
| ---- | --------------------------- | --- | -- | - | - | - | -- | -- | ---- |
| 1    | River Plate                 | 22  | 14 | 9 | 4 | 1 | 20 | 9  | +11  |
| 2    | Club Nacional de Football T | 20  | 14 | 7 | 6 | 1 | 25 | 9  | +16  |
| 3    | Club Atlético Peñarol       | 14  | 14 | 5 | 4 | 5 | 20 | 16 | +4   |
| 4    | Central Español Fútbol Club | 14  | 14 | 6 | 2 | 6 | 12 | 14 | -2   |
| 5    | Montevideo Wanderers        | 13  | 14 | 6 | 1 | 7 | 13 | 16 | -3   |
| 6    | Reformers Football Club     | 10  | 14 | 4 | 2 | 8 | 8  | 20 | -12  |
| 7    | Universal Football Club     | 10  | 14 | 3 | 4 | 7 | 10 | 17 | -7   |
| 8    | Bristol Football Club       | 9   | 14 | 2 | 5 | 7 | 13 | 20 | -7   |

| Légende : Qualifications et relégations | Légende : Qualifications et relégations |
| --------------------------------------- | --------------------------------------- |
|                                         | Champion d’Uruguay                      |
|                                         | Relégation en deuxième division         |
|                                         | T : Tenant du titre P : Promus          |

## Bilan de la saison
| Championnat d'Uruguay de football 1913                             |                                      |
| Champion                                                           | River Plate Football Club (3e titre) |
| Promotions et relégations                                          |                                      |
| Promus en Primera División                                         | Independencia                        |
| Relégués en Championnat d'Uruguay de football de deuxième division | Bristol Football Club                |